# Rubus calycinus
Rubus calycinus là loài thực vật có hoa trong họ Hoa hồng. Loài này được Wall. ex D. Don miêu tả khoa học đầu tiên năm 1825.